# Jan Smeekens
Jan Smeekens (n. 11 februarie 1987, Raalte, Overijssel, Țările de Jos) este un patinator de viteză ce a reprezentat Regatul Țărilor de Jos, medaliat olimpic. A participat la 3 ediții ale Jocurilor Olimpice (2010, 2014, 2018) în care a câștigat o medalie de aur.